# NGC 7266
NGC 7266 is een spiraalvormig sterrenstelsel in het sterrenbeeld Waterman. Het hemelobject werd op 1 oktober 1864 ontdekt door de Duitse astronoom Albert Marth.

## Synoniemen
- MCG -1-57-6
- MK 910
- IRAS 22213-0419
- PGC 68758